# 德黑蘭 (伊利諾伊州)
德黑蘭（英語：Teheran）是位於美國伊利諾伊州梅森縣的一個非建制地區。該地的面積和人口皆未知。

## 地理
德黑蘭的座標為40°13′28″N 89°47′56″W / 40.22444°N 89.79889°W，而該地的平均海拔高度為165米（即541英尺）。